# ناثان دودلي
ناثان دودلي (بالإنجليزية: Nathan Dudley)‏ هو ضابط أمريكي، ولد في 20 أغسطس 1825، وتوفي في 29 أبريل 1910.